# Christian Berndt (Geophysiker)

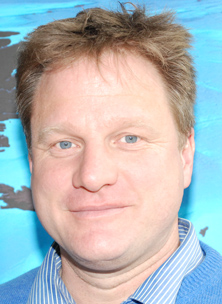
Christian Berndt

Christian Berndt (* 1969) ist ein deutscher Geophysiker und Hochschullehrer.

## Wissenschaftliche Laufbahn
Christian Berndt studierte von 1989 bis 1994 Geophysik an der Universität Kiel und wurde 1995 Wissenschaftlicher Mitarbeiter am GEOMAR in Kiel. Zwischen 1995 und 1996 erhielt er ein DAAD Stipendiat an der Universität Hawaii in Manoa, USA. 2000 erlangte er an der Universität Oslo in Norwegen die Doktorwürde und arbeitete bis 2002 als Wissenschaftlicher Mitarbeiter an der Universität Tromsø, Norwegen. Von 2002 bis 2006 war er leitender Geophysiker am "Southampton Oceanography Centre" in Southampton. 2006 wurde er Geschäftsführer der Firma Oceansurv Ltd., Cowes, U.K. und arbeitete gleichzeitig bis 2012 am "National Oceanography Centre, Southampton. Seit 2008 ist er Professor für Marine Geophysik am GEOMAR Helmholtz-Zentrum für Ozeanforschung Kiel.
2024 erhielt Berndt den neuseeländischen Julius von Haast Fellowship Award.

## Forschungsprojekte
- 2011 – 2015: ECO2,  Gefördert von der EU.
- 2010 – 2013: Tyrrhenian Sea Rifting. Gefördert von der DFG.
- 2010 – 2012: Montserrat Landslides. Gefördert vom NERC.
- 2012: COSY. Gefördert von der DFG.
- 2011 – 2014: SUGAR2. Gefördert vom BMBF.
- 2012 – 2017: Exzellenzcluster "Ozean der Zukunft".[1]

## Ausgewählte Publikationen
- G. J. Crutchley, J. Karstens, C. Berndt, P. J. Talling, S. F. L. Watt, M. E. Vardy, V. Hühnerbach, M. Urlaub, S. Sarkar, D. Klaeschen, M. Paulatto, A. LeFriant, E. Lebas, F. Maeno: Insights into the emplacement dynamics of volcanic landslides from high-resolution 3D seismic data acquired offshore Montserrat, Lesser Antilles. In: Marine Geology. Band 335, 2013, S. 1–15. doi:10.1016/j.margeo.2012.10.004.
- C. Berndt, C. L. Jacobs, A. J. Evans, A. Gay, G. Elliot, D. Long, K. Hitchen: Kilometre-scale polygonal seabed depressions in the Hatton Basin, NE Atlantic Ocean: Constraints on the origin of polygonal faulting. In: Marine Geology. Band 332/334, 2012, S. 126–133. doi:10.1016/j.margeo.2012.09.013.
- C. Berndt, S. Brune, E. Nisbet, J. Zschau, S. V. Sobolev: Tsunami modeling of a submarine landslide in Fram Strait. In: Geochemistry Geophysics Geosystems. Band 10, Nr. 4, 2009. doi:10.1029/2008GC002292.[1]